# Forrest County
Forrest County is een county in de Amerikaanse staat Mississippi.
De county heeft een landoppervlakte van 1.208 km² en telt 72.604 inwoners (volkstelling 2000). De hoofdplaats is Hattiesburg.